# Chengxin Lithium
Chengxin Lithium Group Company Limited («Чэнсинь Литиум Груп») — китайская горнодобывающая, металлургическая и химическая компания, специализирующаяся на производстве материалов для литиевых аккумуляторов.

## История
В 1997 году была основана компания Meizhou Weihua Fiberboard, которая занималась производством древесноволокнистых плит. В декабре 2001 года компания была зарегистрирована в Чэнду (провинция Сычуань), а в мае 2008 года вышла на Шэньчжэньскую фондовую биржу. В 2016 году за счёт увеличения доли в Zhiyuan Lithium и Wanhong High-tech компания расширила свои интересы на сферу литиевой соли, редкоземельных элементов и новых энергетических материалов.
В 2017 году крупнейшим акционером компании стала Chengtun Group. В 2018 году была введена в эксплуатацию первая производственная линия Zhiyuan Lithium, в 2019 году компания завершила приобретение Aoyinuo Mining. В 2020 году компания сменила название на Chengxin Lithium Group Co. Ltd.; продала бизнес по производству древесноволокнистых плит; запустила производство металлического лития и литиевой соли на базе предприятия Zhiyuan Lithium.
В 2021 году Chengxin Lithium продала свой бизнес редкоземельных элементов; начала строительство завода по производству литиевой соли в Индонезии; приобрела литиевый рудник Sabi Star в Зимбабве, проект по разработке литиевого рассола SDLA в Аргентине и 25 % акций добывающей компании Huirong Mining в Сычуани. В 2022 году вторым по величине акционером компании стал конгломерат BYD; Chengxin Lithium построила завод литиевой соли в Суйнине, приобрела проект по разработке литиевого рассола Pocitos в Аргентине и запустила производство карбоната лития.   
В мае 2023 года Chengxin Lithium ввела в эксплуатацию литиевую обогатительную фабрику на руднике Sabi Star в восточной части Зимбабве.

## Деятельность
Добыча литиевого сырья сосредоточена в провинции Сычуань (Aoyinuo Mining в уезде Цзиньчуань и Huirong Mining в уезде Яцзян), а также в Зимбабве (Sabi Star) и Аргентине (SDLA, Pocitos и Arizaro); промышленные предприятия по производству литиевой соли, слитков, сплавов и других литиевых продуктов расположены в провинции Сычуань (Дэян и Суйнин) и Индонезии (Моровали); предприятия лесного хозяйства сосредоточены в провинции Гуандун (округ Мэйчжоу).
Основная продукция — металлический литий, карбонат лития, гидроксид лития и хлорид лития. Основными потребителями продукции Chengxin Lithium являются компании BYD Lithium Batteries, Contemporary Amperex Technology (CATL), CALB, REPT BATTERO Energy, Ronbay New Energy, LG Chem, SK Innovation, POSCO Future M.

### Структура
В состав группы Chengxin Lithium входит несколько дочерних компаний: 
Новые энергетические материалы
- Sichuan Zhiyuan Lithium Co. Ltd.
- Sichuan Shengwei Lithium Industry Co. Ltd.
- Sichuan Shengyan Lithium Co. Ltd.
- Suining Chengxin Lithium Co. Ltd.
- Chengxin Lithium International Co. Ltd. 
  - Cheng Tok Lithium Indonesia Limited

Добыча лития
- Sichuan Chengtun Lithium Co. Ltd.
- Jinchuan Aoyinuo Mining Co. Ltd.
- Chengxin Sabi Star Lithium Mine

Лесной бизнес
- Guangdong Weihua Forest Development Co. Ltd.
- Meizhou Weihua Fast Growing Forest Co. Ltd.
- Fengkai Weihua Fast Growing Forest Co. Ltd.

## Акционеры
Стратегическими инвесторами Chengxin Lithium являются шэньчжэньские компании Chengtun Group и BYD Company. Среди остальных акционеров компании значатся Комитет по контролю и управлению государственным имуществом провинции Сычуань (4,16 %), China Asset Management (3,14 %), Ли Цзяньхуа (2,42 %), UBS SDIC Fund Management (2,34 %), Ли Сяоци (2,33 %), Яо Цзюаньин (2,12 %) и Лю Пиншань (1,42 %).